# SanDisk
A SanDisk (korábban SunDisk) amerikai cég, amely leginkább pendrive-jairól és SD-kártyáiról ismert. 1988-ban alapították, székhelye a kaliforniai Milpitasban található. 2016-től 2025-ig a Western Digital leányvállalataként tevékenykedett.  Azelőtt önálló cég volt, a NASDAQ tőzsdén jegyezték a részvényeit és az S&P 500 tőzsdeindexben szerepelt. 2025 óta újra a NASDAQ-on kereskedik a régi szimbóluma, az "SNDK" alatt. Részvényei jelenleg az S&P 600 tőzsdeindexben szerepelnek. Miután a Western Digital felvásárolta, lekerült a tőzsdéről és megszűnt önálló cégként létezni. A WD "uralma" alatt ennek a cégnek a márkaneveként működött; anyavállalata ezen a néven gyártott pendrive-okat, SD kártyákat és egyéb flash memória termékeket. Korábban MP3 lejátszókat is gyártott. 2024 decemberében új logót kapott, amellyel a "digitális jövőbe" tekintenek., egyúttal felkészülnek a Western Digitaltól való (újbóli) független létre is. Az új logóval együtt visszaváltoztatták a nevüket Sandisk Corporation-re, és nevükben a D betűt hivatalosan is kis betűvel írják. 
A cég SunDisk néven indult 1988-ban. Alapító tagjai Eli Harari, Sanjay Mehrotra és Jack Yuan. 1995-ben SanDisk-re változtatták a nevet, ez azért következett be, hogy az emberek ne tévesszék őket össze a Sun Microsystems céggel. A cég nevéhez olyan innovatív adathordozók fűződnek, mint a CompactFlash és az SD kártya.
1991-ben adta ki az első flash alapú SSD-t, amely 20 megabájt tárhellyel rendelkezett és körülbelül 1000 dollárba került. 2005-ben léptek be a digitális médialejátszók piacára, a SanDisk Sansa e100 piacra dobásával. Egy évvel később már a második legnagyobb digitális médialejátszó-gyártó cég voltak Amerikában, az Apple után.

## Termékek

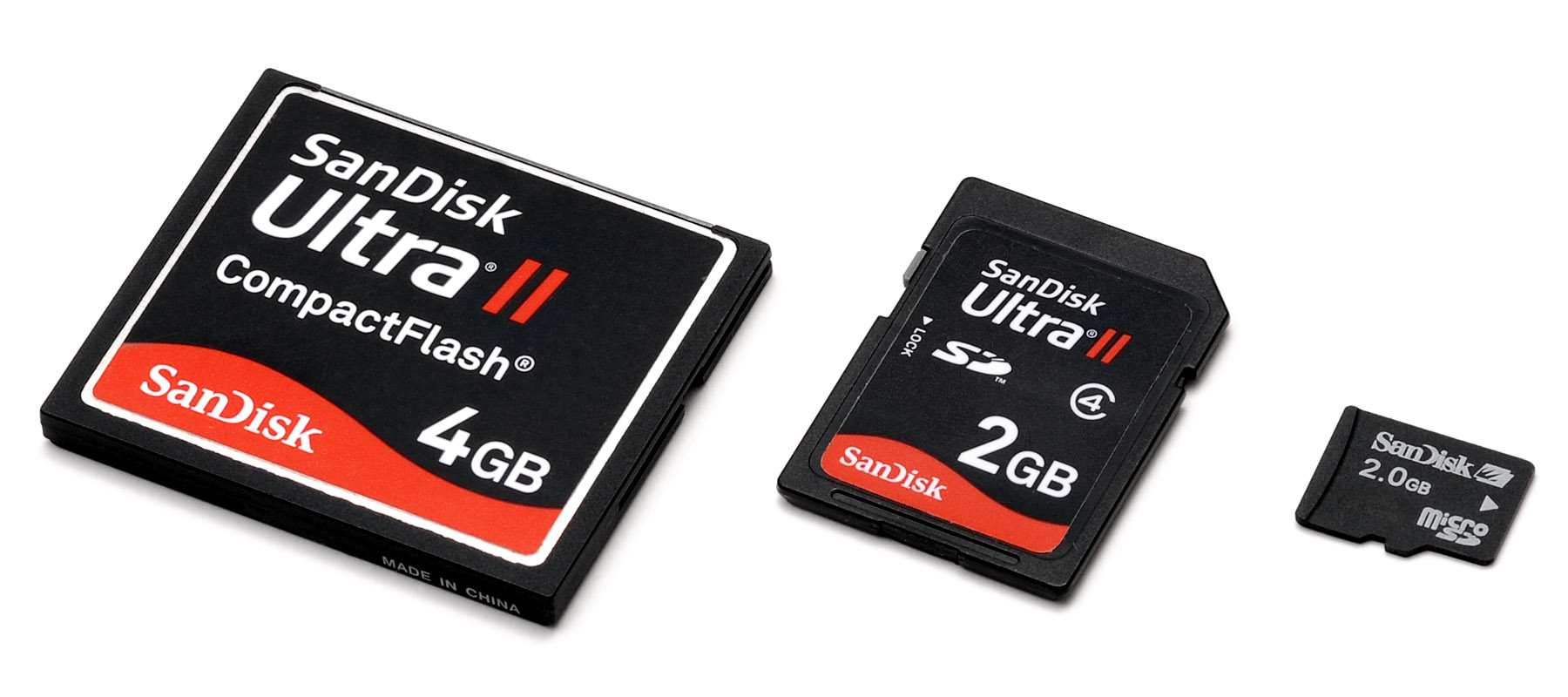
Különféle memóriakártyák a SanDisktől: CompactFlash, SD kártya, microSD kártya
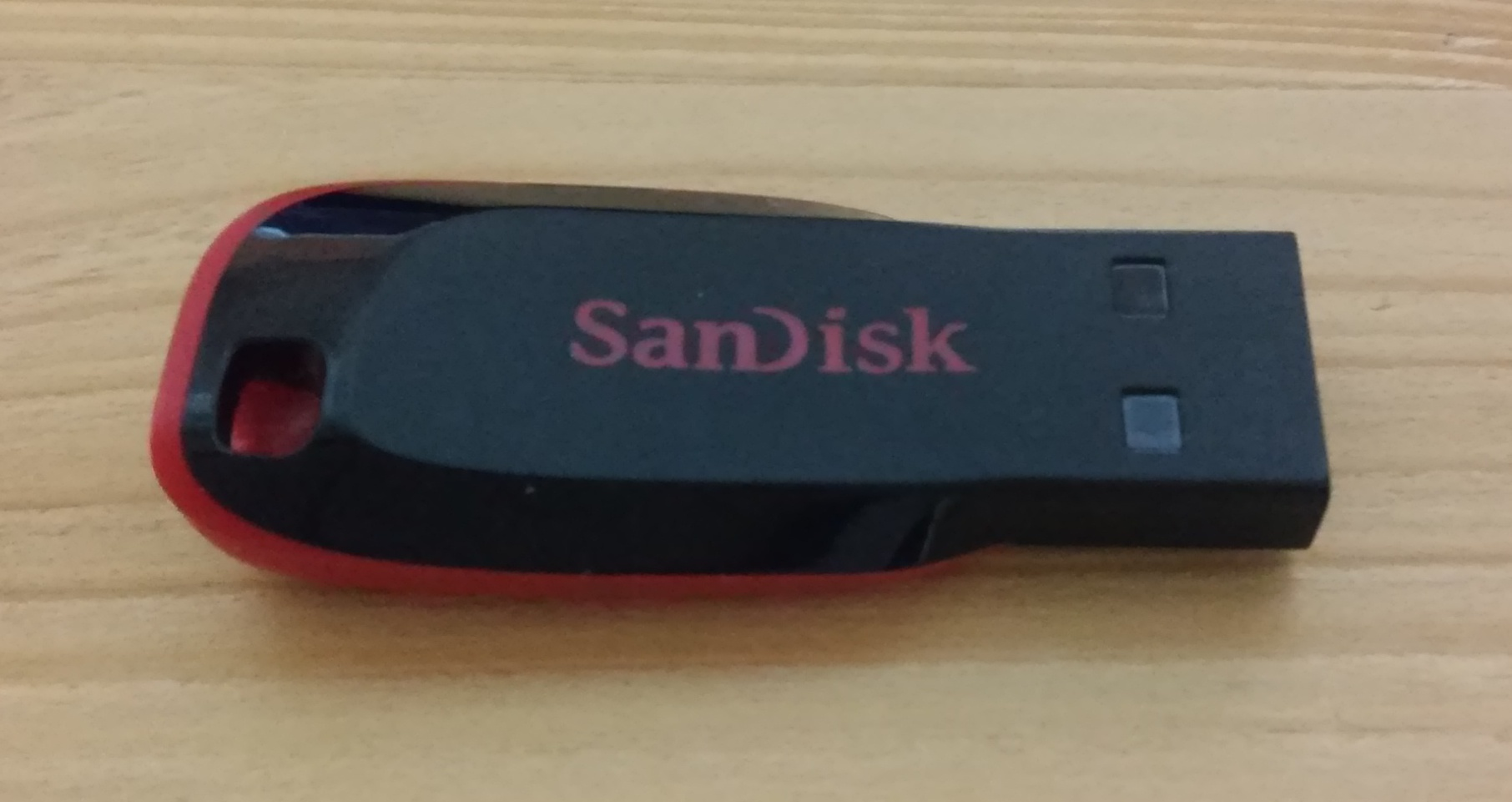
SanDisk-USB pendrive
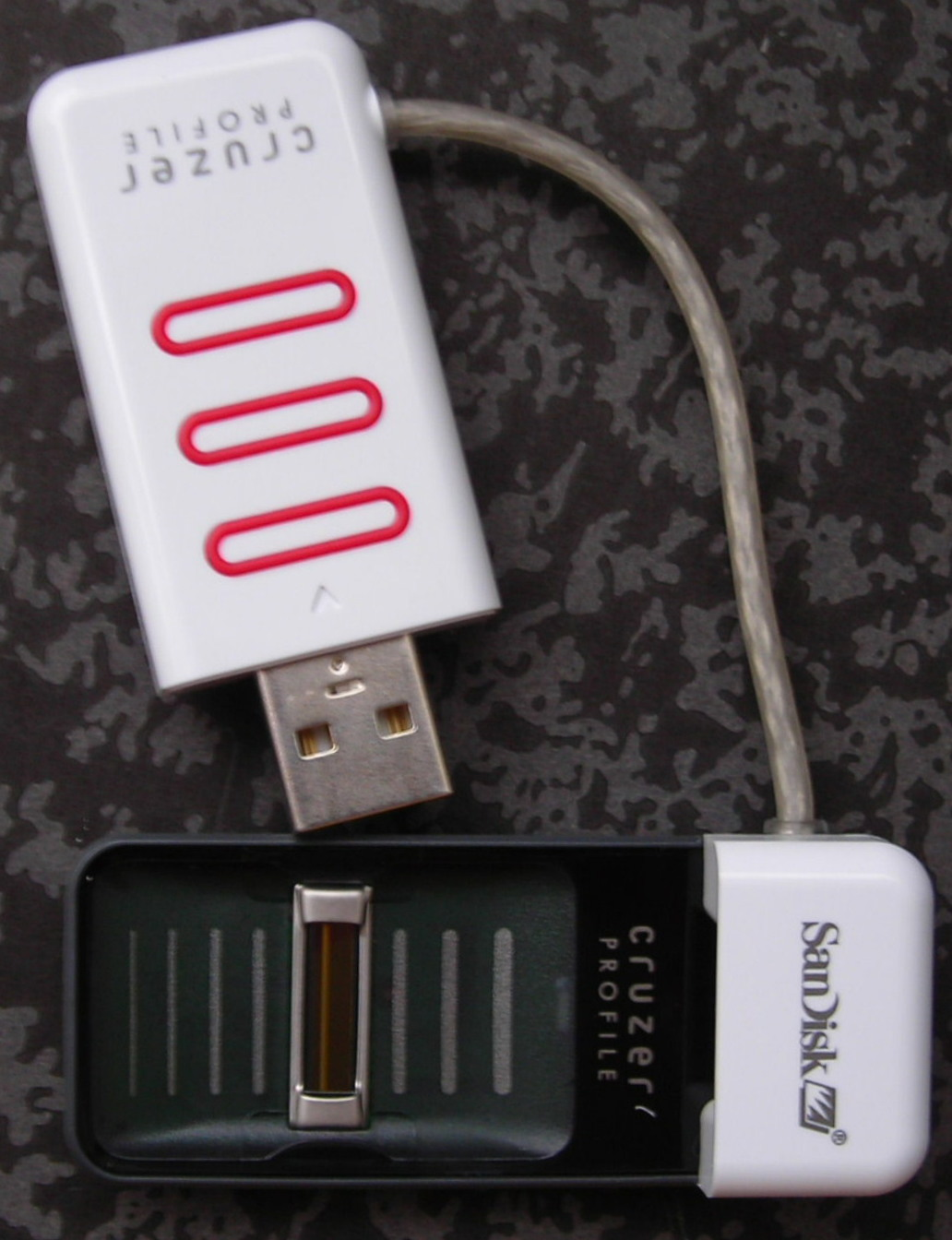
SanDisk Cruzer Profile USB pendrive biometrikus azonosítással